# حشره‌خوار آبی هیمالیا
حشره‌خوار آبی هیمالیا (نام علمی: Chimarrogale himalayica) نام یک گونه از سرده حشره‌خوارهای آبی آسیایی است.